# Cesar Kenzo
Cesar Kenzo (顕宗天皇 Kenzo-tenno) je 23. japonski cesar v skladu s tradicionalnim dednim nasledstvom.
Njegovem vladanju ne moremo pripisati točnih datumov, a naj bi po konvencijah vladal med leti 485 in 487.

## Legenda
Princ Oka, ki je kasneje postal cesar Kenzō, naj bi bil vnuk cesarja Ričuja in njegove družice Ičinobe no Ošiva. Bil je še zelo mlad, ko je cesar Jurjaku izstrelil puščico, ki je ubila njegovega očeta na lovski odpravi. Oba z bratom princem Okejem sta bežala za svoje življenje. Zatekla sta se v provincah Akaši in Harima, kjer sta živela v skrivanju. Zlila sta se v ruralno skupnost kot navadna pastirja.
Nekoč naj bi princ Harima slučajno prišel v Akaši, ko mu je princ Oka razkril svojo identiteto. Cesar Sejnej je svoja izgubljena nečaka posvojil in imenoval za naslednika.
Po Sejnejevi smrti sta ostala princa edina dediča, a se nista uspela dogovoriti za vladanje, ker si tega sploh nista želela. Na koncu so veliki možje z dvora prepričali princa Oka, kar je pomirilo mnoge ljudi v tem nesigurnem obdobju.
Kenzo je bil monarh iz konca 5. stoletja, a so informacije o njegovem življenju redke, virov za nadaljnje študije in verifikacijo pa ni dovolj.
Njegov dejanski naziv je bil verjetno Sumeramikoto ali Amenošita Širošimesu Okimi (治天下大王, "veliki kralj, ki vlada pod nebesi"), saj se naziv tenno pojavi šele v času cesarja Tenmuja in cesarice Džito. Lahko da so ga nazivali z Jamato Okimi (ヤマト大王/大君, "veliki kralj Jamata").

## Kenzova vladavina
Njegova prestolnica je bila pri Čikacu Asuka no Jacuri no Miji (近飛鳥八釣宮, ちかつあすかのやつりのみや) v provinci Jamato. Njegova palača je bila v današnji prefekturi Nara ali Osaka.
Murray poroča, da je bil edini pomembnejši dogodek iz njegovega vladanja nadožno spoštovanje, ki ga je izkazal do svojega ubitega očeta. Njegove ostanke je dal pokopati v primeren mavzolej, vreden očeta in sina cesarja. Po treh letih vladavine je umrl v 38. letu življenja. Ker tudi sam ni imel dedičev, ga je nasledil brat.
Dejansko mesto Kenzovega groba ni znano. Tradicionalno ga častijo v spominskem šintoističnem svetišču (misasagi) v Osaki. Cesarska hiša je posvetila to lokacijo kot njegov mavzolej. Uradno se imenuje Kataoka no Icacuki no oka no kita no misasagi.